# Anisodin
Anisodin (daturamin, α-hidroksiskopolamin) je antizpasmodik i antiholinergik koji se koristi za lečenje akutnog cirkulatornog šoka Kini. On je tropanski alkaloid i prirodno se javlja u pojedinim vrstama biljki Solanaceae familije. Anisodin deluje kao antagonist muskarinskog acetilholinskog receptora i agonist α1-adrenergičkog receptora.